# Simone Stelzer
Simone Stelzer (* 1. Oktober 1969 in Wien) ist eine als Simone bekannte österreichische Schlagersängerin und Schauspielerin. Von 2013 bis 2021 war sie Teil des Schlager-Duos Simone & Charly Brunner.

## Biografie
Nach ihrer Geburt in Wien wuchs Simone Stelzer in Herzogenburg auf. Sie besuchte die HTL Krems, wo sie mit der Matura im Zweig Restaurierung abschloss.
Sie begann ihre Karriere im Alter von 15 Jahren als Sängerin der 1984 von Peter Pansky gegründeten Band Peter Pan, die es 1985 mit der Single A Night in Hippodrome in die Ö3-Charts schaffte.
Simone Stelzer vertrat Österreich mit dem Lied Keine Mauern mehr beim Eurovision Song Contest 1990 und belegte den zehnten Platz. Der Auftritt war für sie der Beginn ihrer Karriere als Schlagersängerin und Schauspielerin. Vier Jahre später nahm sie mit Radio erneut am österreichischen Vorentscheid teil und erreichte den vierten Platz.
Mit dem Album Wahre Liebe schaffte Simone 1994 den Durchbruch und mit dem gleichnamigen Titelsong ihren bekanntesten Hit. Auf dem Album wirkten unter anderem Rolf Köhler, Michael Scholz, Detlef Wiedeke und Birger Corleis mit, die bis dahin Chorsänger bei vielen Dieter-Bohlen-Produktionen wie Modern Talking und C. C. Catch waren. Von Simone erschienen acht offizielle Alben (ohne Best-of), zunächst im Deutsch-Rock-, dann im damals angesagten Dance-Sound, seit Ende der 1990er Jahre zunehmend im modernen Schlagerbereich. Sie spielte unter anderem in Filmen wie Fröhlich geschieden und Fröhliche Chaoten, in der TV-Serie Tohuwabohu, bei den Winnetou-Spielen in Weitensfeld im Gurktal und bei Felix Dvoraks Festspielen in Berndorf.
2006 nahm sie an der zweiten Staffel der ORF-Show Dancing Stars teil. Mit ihrem Tanzpartner Alexander Kreissl erreichte sie den 5. Platz. Im folgenden Jahr war Simone als Jurorin gemeinsam mit Toni Polster und Gregor Bloéb in der Sendung It’s Showtime des österreichischen Fernsehsenders ATV zu sehen.
2007 erschien die Single Alles durch die Liebe, eine Coverversion des Titelsongs Way Back into Love aus dem Film Mitten ins Herz im Duett mit Bernhard Brink. In der Folge nahm sie an der österreichischen Vorausscheidung zum Eurovision Dance Contest 2008 teil, scheiterte aber.
Nach der Trennung von ihrem ehemaligen Plattenlabel Koch Universal kam sie bei Gloriella, dem Plattenlabel von Jack White, unter Vertrag, der auch ihre Single 1000 mal geträumt komponierte und textete. 2009 veröffentlichte Ariola Simones Album Morgenrot, das in Österreich Goldstatus erreichte. Produziert wurde es von David Brandes.
Am 3. Oktober 2009 heiratete Simone ihren Dancing-Stars-Partner Alexander Kreissl in Dürnstein. 2013 trennte sich das Paar wieder und ist seit 2015 geschieden.
Das Album Pur aus dem Jahr 2012 wurde auch unter Ariola veröffentlicht und ist Simones bisher letztes Solo-Album. David Brandes war Produzent. Auf diesem Album gibt es einen Duett-Song mit dem österreichischen Schlagersänger Charly Brunner von Brunner & Brunner. Das Duett Ich denk noch an dich war der Start für eine längere Zusammenarbeit mit Charly Brunner, woraufhin drei gemeinsame Alben folgten. Sie haben jeweils ihren Duettnamen geändert: Beim Album Das kleine große Leben nannten sie sich Charly Brunner & Simone, bei Alles geht! Brunner & Stelzer und seit dem Duett-Album Wahre Liebe Simone & Charly Brunner. Nach den Jahren der Zusammenarbeit gaben Simone und Charly bei der Heimlich-Show von Florian Silbereisen am 17. März 2018 ihre Liebe füreinander bekannt.
Am 13. Oktober 2020 wurde Simone bei The Masked Singer Austria als Lipizzaner demaskiert und belegte den zweiten Platz.

## Auszeichnungen
- 2000: Verleihung des Amadeus-Award[5] in der Kategorie „Solokünstlerin Schlager“.

- Mai 2014: Nominierung für den Amadeus-Award[6] und Gewinn in der Kategorie „Schlager“ (für ihre Zusammenarbeit mit Charly Brunner und das Album Das kleine große Leben)

- September 2016: Goldene Antenne[7] des Belgischen Rundfunks (BRF; für ihr neues Album Alles geht!)

## Diskografie
Für Veröffentlichungen mit Charly Brunner siehe Simone & Charly Brunner.

### Alben
- 1990: Feuer im Vulkan
- 1994: Gute Reise, Bon Voyage …
- 1996: Ich liebe Dich
- 1998: Aus Liebe
- 1999: Träume
- 2001: Solang wir lieben
- 2003: Ganz nah
- 2005: Schwerelos
- 2006: Das Beste und mehr
- 2009: Morgenrot
- 2009: Meine größten Erfolge & schönsten Balladen
- 2009: Best of Simone
- 2010: Mondblind
- 2012: Pur
- 2015: 25 Jahre Simone – Die ultimative Best of (3 CD-Boxset)

### Singles
- 1988: Lucky Star
- 1990: Keine Mauern mehr
- 1991: Zeit für Zärtlichkeit
- 1991: Träume
- 1994: Wahre Liebe
- 1994: Josie
- 1995: Heute Nacht
- 1996: Ladadidada (Worte der Liebe)
- 1996: Wahre Liebe wartet
- 1998: Ich lieb Dich oder nicht
- 1998: Nimm mich einfach in den Arm (so wie früher)
- 1999: Denn es war ihr Lachen (Sayonara)
- 1999: Verlier mein Herz nicht, wenn Du gehst
- 2000: Es ist einfach fortzugehn
- 2000: Ich muß Dich wiedersehn
- 2000: Das war gut
- 2001: Solang wir lieben
- 2002: Je t’aime mon cœur
- 2002: Der Himmel weint für mich
- 2003: Viel zu oft
- 2003: Die Frau im Zug
- 2004: Merci mon amour (Geheime Leidenschaft) (Duett mit Uwe Busse)
- 2005: Nachts geht die Sehnsucht durch die Stadt
- 2005: Die Nacht vor Dir
- 2006: Schwerelos
- 2006: Wahre Liebe (Neuaufnahme 2006)
- 2006: Du bist wie ein Stern
- 2006: Ein Fremder
- 2007: Alles durch die Liebe (Duett mit Bernhard Brink)
- 2007: Weihnachten lebt
- 2008: 1000 mal geträumt
- 2008: Ich hätt’ ja gesagt
- 2009: Jeronimo Blue
- 2009: Morgenrot
- 2009: Die Nacht als sie fortlief
- 2009: Ein Stern, der für dich scheint
- 2010: Wie viel Tränen bleiben ungeweint
- 2010: Halt mich ein letztes Mal
- 2010: Sehnsucht kommt nicht von ungefähr
- 2011: Ich möcht’ niemals Deine Tränen sehn
- 2011: Inferno
- 2011: Mondblind
- 2011: Liebesdämmerung
- 2012: Wenn die Eiszeit beginnt
- 2012: Wenn du gehst
- 2012: Ich denk noch an dich (Duett mit Charly Brunner)
- 2012: Heißkalter Engel
- 2019: Leichtes Spiel
- 2021: So schön GAGA
- 2022: Das ist Liebe
- 2023: Herzenergie
- 2024: Inferno 2024
- 2025: Superman
- 2025: Endlich wieder Sommer

## Filmographie
- 1996: Starlight
- 1997: Fröhlich geschieden
- 1998: Kaisermühlen Blues
- 1992–1998: Tohuwabohu
- 1998: Fröhliche Chaoten